# الجريشفة (ردفان)

تعديل مصدري - تعديل

الجريشفة هي إحدى قرى عزلة الحبيلين بمديرية ردفان التابعة لمحافظة لحج، بلغ تعداد سكانها 128 نسمة حسب تعداد اليمن لعام 2004.